# ユタ映画批評家協会賞 (2018年)
17th UFCA Awards

作品賞: 

『 スパイダーマン: スパイダーバース 』
第17回ユタ映画批評家協会賞（だい17かいユタえいがひひょうかきょうかいしょう）は2018年の映画を対象としており、2018年12月17日に受賞者が発表された。

## 受賞一覧

### 作品賞
- 受賞 - 『スパイダーマン:スパイダーバース』
  - 次点 - 『ROMA/ローマ』

### 監督賞
- 受賞 - アルフォンソ・キュアロン - 『ROMA/ローマ』
  - 次点 - ライアン・クーグラー - 『ブラックパンサー』

### 主演男優賞
- 受賞 - イーサン・ホーク - 『魂のゆくえ』
  - 次点 - クリスチャン・ベール - 『バイス』

### 主演女優賞
- 受賞 - エルシー・フィッシャー - 『エイス・グレード 世界でいちばんクールな私へ』
  - 次点 - レディー・ガガ - 『アリー/ スター誕生』

### 助演男優賞
- 受賞 - ラッセル・ホーンズビー - 『ヘイト・ユー・ギブ』
- 受賞 - ヒュー・グラント - 『パディントン2』

### 助演女優賞
- 受賞 - オリヴィア・コールマン - 『女王陛下のお気に入り』
  - 次点 - エリザベス・デビッキ - 『妻たちの落とし前』

### オリジナル脚本賞
- 受賞 - ボー・バーナム - 『エイス・グレード 世界でいちばんクールな私へ』
  - 次点 - トニー・マクナマラ、デボラ・デイヴィス - 『女王陛下のお気に入り』

### 脚色賞
- 受賞 - フィル・ロード、ロドニー・ロスマン - 『スパイダーマン:スパイダーバース』
  - 次点 - オードリー・ウェルズ - 『ヘイト・ユー・ギブ』

### 撮影賞
- 受賞 - アルフォンソ・キュアロン - 『ROMA/ローマ』
  - 次点 - ロブ・ハーディ - 『アナイアレイション -全滅領域-』

### 作曲賞
- 受賞 - ベン・ソールズベリー、ジェフ・バーロウ - 『アナイアレイション -全滅領域-』
  - 次点 - ニコラス・ブリテル - 『ビール・ストリートの恋人たち』

### アニメーション映画賞
- 受賞 - 『スパイダーマン:スパイダーバース』

### 外国語映画賞
- 受賞 ― 『ROMA/ローマ』 メキシコ
  - 次点 - 『バーニング 劇場版』 韓国

### ドキュメンタリー映画賞
- 受賞 ― 『ミスター・ロジャースのご近所さんになろう』
  - 次点 - 『行き止まりの世界に生まれて』